# 中國—盧森堡關係
中國—盧森堡關係是指中國和盧森堡之間的國家關係。上述兩國於1972年11月16日建交。

## 歷史
1980年代盧森堡大公國與中華人民共和國國務院高層進行多次互訪。
1989年發生六四事件後，盧森堡跟隨歐盟向中華人民共和國實施制裁。雙方關係於1991年漸漸恢復。
從1990年代開始，中國訪盧的有：錢其琛副總理兼外長（1995年10月）、李鵬總理（1998年2月）、姜春雲副委員長（1998年6月）、何魯麗副委員長( 2000年5月)、朱鎔基總理（2000年7月）、葉選平副主席（2002年10月）、黃菊副總理（2004年11月）、李肇星外長（2005年3月）、曾培炎副總理（2008年1月）、吳邦國委員長（2012年5月）、回良玉副總理（2012年9月）、楊潔篪國務委員（2016年4月、2022年6月）、馬凱副總理（2016年10月） 、楊傳堂政協副主席（2019年9月）。
盧森堡訪華的有：大公亨利（2006年9月、2008年8月、2010年10月、2022年2月來華出席北京冬奧會開幕式）、首相容克（1996年2月、1998年6月、1999年1月、2002年4月、2004年11月、2007年11 月、2008年10月、2009年11月）、副首相兼外交大臣普斯（1999年4月）、副首相兼外交外貿大臣波爾芙（2001年4月）、議長維勒（2005年9月）、副首相兼外交大臣阿瑟伯恩（2006年1月、2010年4月、2013年7月、2016年7月）、大公儲紀堯姆（2011年10月、2012年11月、2013年12月、2016年4月）、王子菲利克斯（2008年9月）、首相貝泰爾（2017年6月）、副首相兼經濟大臣施奈德（2018年1月、2019年11月）、財政大臣格拉梅尼亞（2018年9月、2019年1月和9月）。

## 經貿關係

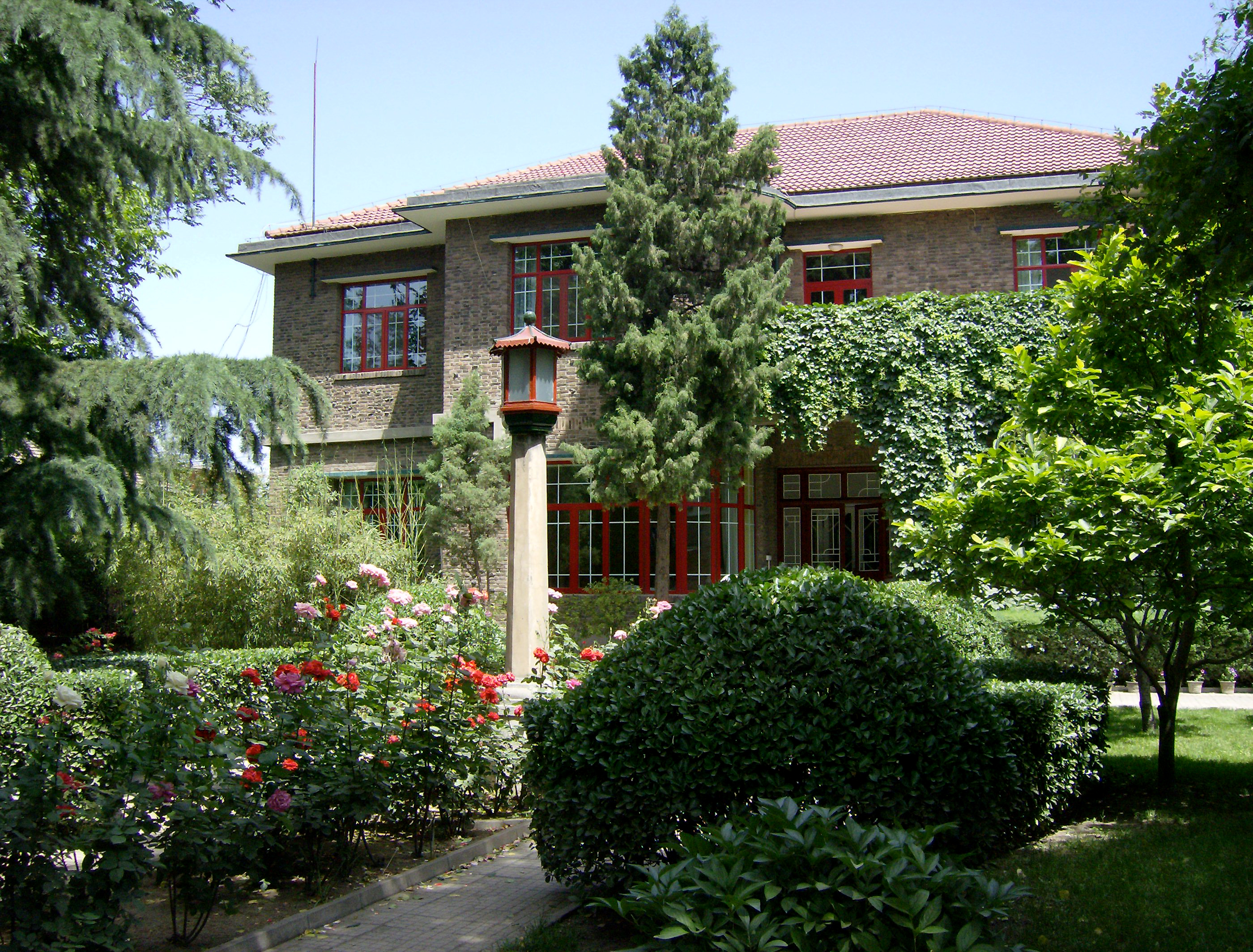
盧森堡駐華大使館

2022年中盧貿易額8.51億美元，同比下降51.9%，其中中國出口5.21億美元，同比下降63.5%，中國進口3.3億美元，同比增長1.4%。盧森堡主要向中國出口鋼材及機電物料。中國主要向盧森堡出口紡織品，塑膠製品，玩具及服裝。兩國貿易亦關注減少投資的貿易壁壘。
截至2022年底，盧森堡在華直接投資68.7億美元。中國對盧森堡直接投資共207.48億美元。
2019年3月，中盧雙方簽署《中華人民共和國政府與盧森堡大公國政府關於共投推進絲綢之路經濟帶和21世紀海上絲綢之路建設的諒解備忘錄》。

## 外部連結
- 中華人民共和國駐盧森堡大公國大使館官方網站（简体中文）（德文）（法文）
  - 中華人民共和國駐盧森堡大公國大使館經濟商務處官方網站（简体中文）
- 盧森堡駐華大使館官方網站（简体中文）（英文）（法文）